# Plectranthus godefroyae
Plectranthus godefroyae là một loài thực vật có hoa trong họ Hoa môi. Loài này được (N.E.Br.) ined. miêu tả khoa học đầu tiên.